# Municipio de Bern (Pensilvania)
El municipio de Bern (en inglés: Bern Township) es un municipio ubicado en el condado de Berks en el estado estadounidense de Pensilvania. En el año 2000 tenía una población de 6.758 habitantes y una densidad poblacional de 136.2 personas por km².

## Geografía
El municipio de Bern se encuentra ubicado en las coordenadas 40°23′54″N 75°59′30″O / 40.39833, -75.99167.

## Demografía
Según la Oficina del Censo en 2000 los ingresos medios por hogar en la localidad eran de $61,222 y los ingresos medios por familia eran $68,636 Los hombres tenían unos ingresos medios de $46,731 frente a los $26,694 para las mujeres. La renta per cápita para la localidad era de $25,969. Alrededor del 2,2% de la población estaban por debajo del umbral de pobreza.